# Antimon
Antimon [antiˈmoːn] (von lateinisch Antimonium, vermutlich von arabisch „al-ithmîd(un)“ (ithmid / إثمد / iṯmid, Antimonsulfid bzw. Stibnit)) ist ein chemisches Element mit dem Elementsymbol Sb (von lateinisch Stibium ‚(Grau-)Spießglanz‘) und der Ordnungszahl 51. Im Periodensystem steht es in der 5. Periode und der 5. Hauptgruppe, bzw. 15. IUPAC-Gruppe oder Stickstoffgruppe.
Es ist ein silbergraues, sprödes, seltenes Halbmetall, welches dem Arsen ähnelt. Die beiden stabilen Isotope Antimon-121 und Antimon-123 sind die einzigen natürlich vorkommenden. Antimon kommt in der Natur in vielen Mineralen vor, die Produktion erfolgt hauptsächlich aus Stibnit. Der größte Produzent von Antimon ist mit Abstand die Volksrepublik China, die auch die größten Reserven des Halbmetalls besitzt. Verwendung findet Antimon in Legierungen, überwiegend mit Blei und Zinn. Auch in der Halbleitertechnik findet es Applikationen. Historische Bedeutung hat die medizinische Verwendung des Elements.
Antimon ist giftig, es besteht ein Verdacht auf eine krebserregende Wirkung.

## Name und Geschichte
Das Wort Antimon leitet sich von mittellateinisch antimonium ab und geht zurück auf arabisch iṯmid, das wie griechisch στίμμι, verwandt mit lateinisch stibium, auf ägyptisch-koptisch stim (von altägyptisch sdm) zurückgeht.

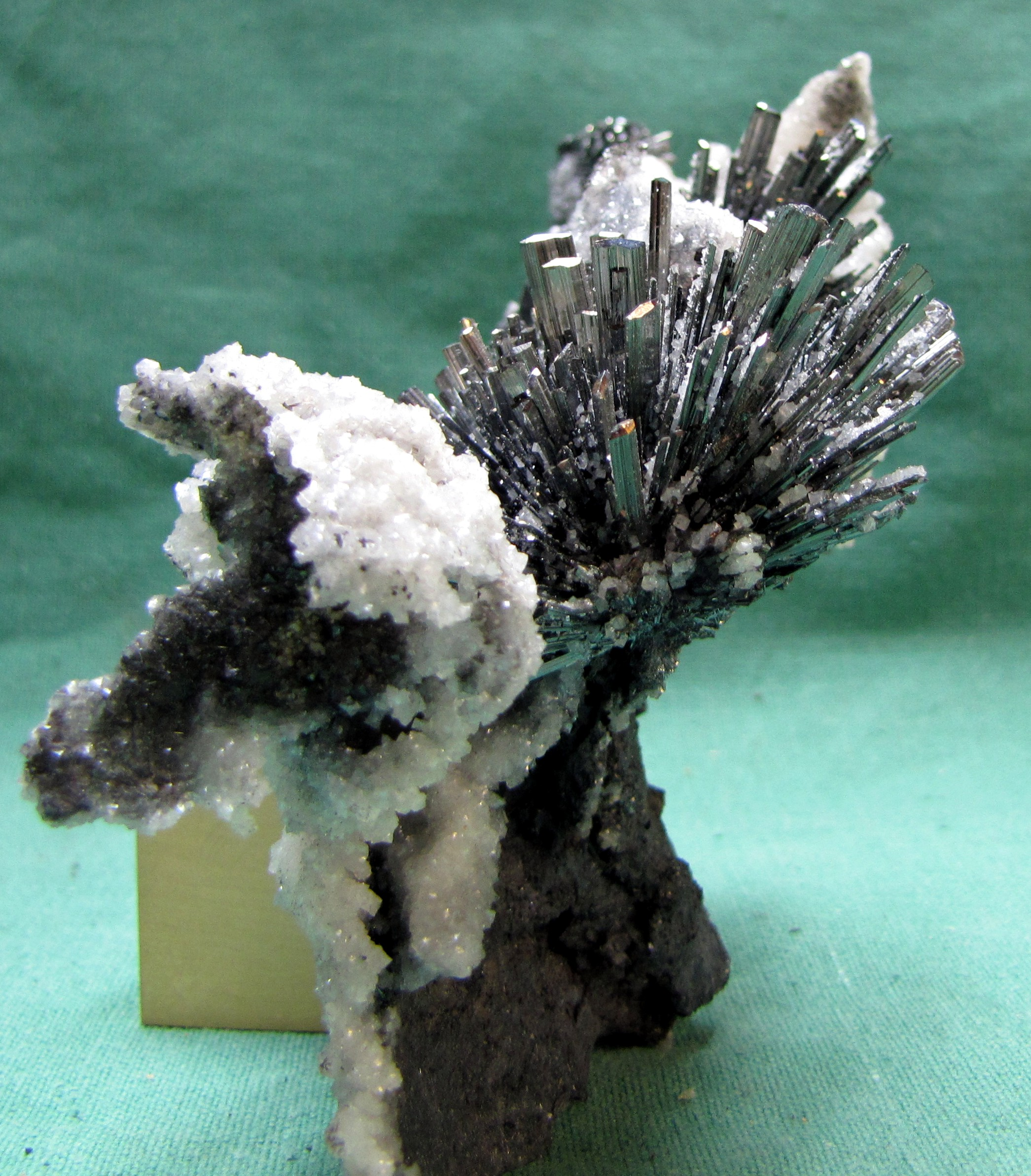
Kristalle von Antimonsulfid auf Kalzit

Es wurde auch vermutet, dass der Name als griechisch anthémonion auf das spätgriechische anthemon („Blüte“) zurückgeht. Damit sollten die stängelartigen Kristalle von Stibnit (Antimonsulfid, Sb2S3) beschrieben werden, die büschelförmig erschienen und wie eine Blüte aussähen. Im 11. Jahrhundert findet sich der lateinische Begriff für die mineralische Arzneidroge antimonium (auch anthimonium und anthimonum) zur innerlichen Therapie von Krankheiten dann bei Constantinus Africanus.
Im 15. Jahrhundert kannte man noch kein metallisches Antimon, sondern nur die Schwefelverbindung. Im 17. Jahrhundert ging der Name Antimon als Bezeichnung für das natürlich vorkommende schwarze Schwefelantimon (Antimontrisulfid, genannt auch antimonium crudum) auf das Halbmetall (Antimon) über. Die koptische Bezeichnung für das Schminkpuder Antimonsulfid ging über das Griechische in das Lateinische stibium über. Die vom schwedischen Mediziner und Chemiker Jöns Jakob Berzelius („Vater der modernen Chemie“) benutzte Abkürzung Sb wird noch heute als Elementsymbol genutzt.
Eine späte legendäre bzw. spaßhafte Volksetymologie, die von Samuel Johnson in seinem Wörterbuch verewigt wurde, besagt, dass der deutsche Mönch Basilius Valentinus die Beobachtung machte, dass Schweine durch die Aufnahme von „Antimon“ schnell fett wurden. Er probierte dies auch an seinen Ordensbrüdern aus, woraufhin diese allerdings starben, sodass der Begriff „antimoine“ (antimönchisch) geprägt wurde, aus dem später „Antimon“ entstanden sei.
Als Typlokalität für gediegenes Antimon gilt die Silbergrube in der schwedischen Gemeinde Sala im Västmanland. Allerdings war metallisches Antimon schon den Chinesen und Babyloniern bekannt. Einige seiner Verbindungen wurden schon in der Bronzezeit als Zuschlag zu Kupfer verwendet, um Bronze herzustellen (Funde von Velem-St. Vid in Ungarn).

## Vorkommen

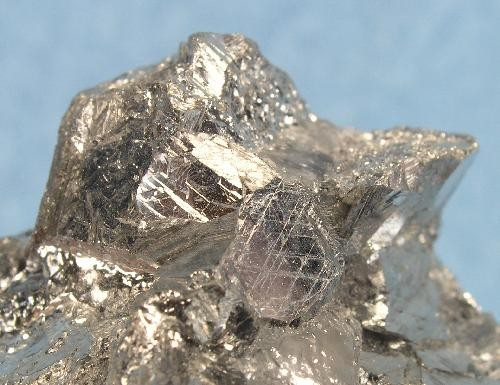
Gediegenes Antimon mit gut entwickelten, glänzenden Kristallflächen und Spaltrissen

Antimon ist ein selten vorkommendes Element. Da es in der Natur auch gediegen (das heißt in elementarer Form) gefunden werden kann, wird es von der International Mineralogical Association (IMA) unter der System-Nr. 1.CA.05 als Mineral anerkannt.
Weltweit konnte gediegenes Antimon bisher (Stand: 2011) an rund 300 Fundorten nachgewiesen werden. So unter anderem in mehreren Regionen von Australien; in den bolivianischen Departements La Paz und Potosí; Minas Gerais in Brasilien; Schwarzwald, Fichtelgebirge, Oberpfälzer Wald, Odenwald und im Harz in Deutschland; Seinäjoki in Finnland; mehreren Regionen von Frankreich; Lombardei, Piemont, Sardinien und Trentino-Südtirol in Italien; einigen Regionen von Kanada; einigen Regionen von Österreich; Ost- und Westsibirien und Ural in Russland; neben Västmanland noch Dalarna, Gästrikland, Närke, Södermanland, Värmland und Västerbotten in Schweden; in einigen Regionen der Slowakei; Böhmen und Mähren in Tschechien sowie in vielen Regionen der USA. Eine der weltweit bedeutendsten Lagerstätten für gediegenes Antimon und Antimonerze ist der Murchison greenstone belt in der Murchison Range von Südafrika.
Bisher sind 264 Antimon-Minerale bekannt (Stand: 2010). Industriell genutzt wird überwiegend das Sulfid-Mineral Stibnit Sb2S3 (Grauspießglanz) mit einem Gehalt von maximal 71,7 % Sb. Das Mineral mit dem höchsten Sb-Gehalt in einer chemischen Verbindung ist die natürliche Antimon-Arsen-Legierung Paradocrasit (max. 92 %). Allerdings kommt sie mit nur drei Fundorten, im Gegensatz zum Stibnit (rund 2500 Fundorte), sehr viel seltener vor. Weitere Quellen für Antimon sind die Minerale Valentinit Sb2O3 (Weißspießglanz), Breithauptit NiSb (Antimonnickel, Nickelantimonid), Kermesit Sb2S2O (Rotspießglanz) und Sb2S5 (Goldschwefel).

### Förderung weltweit
2020 betrug die Antimonförderung weltweit 78.400 Tonnen. Der mit Abstand größte Produzent für Antimon ist China. So wurden 2020 55 % des auf der Welt geförderten Antimons dort gewonnen. Die Staaten mit der größten Förderung von Antimon sind:
| Land                | 2019        | 2020    | Reserven   |
| ------------------- | ----------- | ------- | ---------- |
|                     | (in Tonnen) |         |            |
| Australien          | 2.030       | 3.900   | 100.000    |
| Bolivien            | 3.000       | 2.600   | 310.000    |
| Volksrepublik China | 89.000      | 61.000  | 480.000    |
| Guatemala           | 25          | 80      | n.bek.     |
| Kanada              | 1           | 2       | 78.000     |
| Iran                | 500         | 400     | n.bek.     |
| Kasachstan          | 300         | 100     | n.bek.     |
| Kirgisistan         |             |         | 260.000    |
| Laos                | 140         |         | n.bek.     |
| Mexiko              | 300         | 700     | 18.000     |
| Pakistan            |             | 17      | 26.000     |
| Russland            | 30.000      | 25.000  | 350.000    |
| Tadschikistan       | 28.000      | 13.000  | 50.000     |
| Türkei              | 2.400       | 1.330   | 100.000    |
| Vereinigte Staaten  |             |         | 60.000     |
| Vietnam             | 310         | 390     | n.bek.     |
| Gesamt              | 162.000     | 111.000 | >2.000.000 |

## Gewinnung und Darstellung

Zeitliche Entwicklung der weltweiten Antimonförderung

Technisch wird Antimon aus dem Antimonglanz gewonnen. Ein Verfahren beruht auf dem Abrösten und der Reduktion mit Kohlenstoff (Röstreduktionsverfahren):
{\displaystyle \mathrm {Sb_{2}S_{3}+5\ O_{2}\rightarrow \ Sb_{2}O_{4}+3\ SO_{2}} }
{\displaystyle \mathrm {Sb_{2}O_{4}+4\ C\rightarrow 2\ Sb+4\ CO} }
Eine andere Möglichkeit besteht darin, die Reduktion mit Eisen durchzuführen (Niederschlagsverfahren):
{\displaystyle \mathrm {Sb_{2}S_{3}+3\ Fe\rightarrow 2\ Sb+3\ FeS} }
Weltweit wurden zu Beginn des 21. Jahrhunderts zwischen 110.000 und 160.000 Tonnen pro Jahr an Antimon gefördert. Seit 1900 hat sich damit die Fördermenge mehr als verzehnfacht.
87 % der Antimonproduktion findet in China statt (Stand: 2015).

## Eigenschaften
| Kristallographische Daten                                  | Kristallographische Daten            |
| ---------------------------------------------------------- | ------------------------------------ |
| Idealisierte Kristallform eines ditrigonalen Skalenoeders. |                                      |
| Kristallsystem                                             | trigonal – ditrigonal-skalenoedrisch |
| Raumgruppe                                                 | R3m (Nr. 166)                        |
| Gitterparameter (Elementarzelle)                           | a = 431 pm; c = 1127 pm              |
| Zahl (Z) der Formeleinheiten                               | Z = 6                                |

### Modifikationen
Antimon kann in drei verschiedenen Modifikationen auftreten, wobei metallisches bzw. graues Antimon die beständigste Modifikation ist.
Unter Normalbedingungen kristallisiert Antimon trigonal in rhomboedrischer Aufstellung in der nach der Hermann-Mauguin-Symbolik beschriebenen Raumgruppe R3m (Nr. 166) mit den Gitterparametern a = 431 pm und c = 1127 pm sowie sechs Formeleinheiten pro Elementarzelle.
Durch Abschrecken von Antimondampf an kalten Flächen entsteht amorphes, schwarzes und sehr reaktives Antimon, welches sich durch Erhitzen wieder in metallisches Antimon umwandelt. Durch elektrolytische Herstellung entsteht explosives Antimon, das beim Ritzen explosionsartig aufglühend und funkensprühend in metallisches Antimon übergeht. Diese Form enthält jedoch immer etwas Chlor und kann nicht als Modifikation betrachtet werden. Gelbes Antimon ist ebenfalls keine eigenständige Modifikation, sondern eine hochpolymere chemische Verbindung mit Wasserstoff.

### Physikalische Eigenschaften
Metallisches Antimon ist silberweiß, stark glänzend, blättrig-grobkristallin. Es lässt sich aufgrund seiner Sprödigkeit leicht zerkleinern. Elektrische und thermische Leitfähigkeit sind gering.

### Chemische Eigenschaften
Mit naszierendem Wasserstoff reagiert Antimon zum instabilen Antimonhydrid SbH3. Von Luft und Wasser wird Antimon bei Raumtemperatur nicht angegriffen. Oberhalb des Schmelzpunkts verbrennt es in Luft mit bläulich-weißer Flamme zu Antimon(III)-oxid. In heißen konzentrierten Mineralsäuren löst es sich auf. Mit den Halogenen reagiert es schon bei Raumtemperatur heftig zu den entsprechenden Halogeniden.
In Verbindungen liegt Antimon überwiegend in den Oxidationsstufen +3 und +5 vor. In Metallantimoniden wie Kaliumantimonid K3Sb bildet es Sb3−-Ionen.

## Isotope
Es existieren zwei stabile Antimon-Isotope: 121Sb und 123Sb.

## Verwendung

### Legierungen
Der überwiegende Teil des hergestellten Antimons wird zu Legierungen verarbeitet und zeigt dabei folgende Eigenschaften:
- Es dient zur Härtung von Blei- und Zinnlegierungen.
- Im Gegensatz zu den meisten anderen Metallen dehnt es sich beim Abkühlen der Schmelze aus (infolge Umwandlung in eine andere Modifikation): Der Antimongehalt kann so eingestellt werden, dass solche Legierungen beim Abkühlen nicht schrumpfen oder sich sogar etwas ausdehnen; beim Guss presst sich das Metall dadurch beim Erstarren in alle Ecken und Winkel, so dass auch komplizierte Formen und stark gemusterte Oberflächen lunkerfrei hergestellt werden können.

Wichtige Legierungen:
- Blei-Antimon-Legierungen: Hartblei, Letternmetall, Lagermetall, Akkumulatoren-Blei, Bleimantel für Erdkabel
- Zinn-Antimon-Legierungen: Britanniametall, Lagermetall
- Herstellung von Halbleitern, z. B. durch Dotierung von Silicium, zur Herstellung von III-V-Verbindungshalbleitern
- Zinn-Antimon-Kupferlegierungen (Babbitt-Metall) als Lagermetalle
- Zinn-Antimon-Kupfer-Bleilegierungen für Zinngeschirr und andere Gebrauchsartikel aus Zinn
- so genanntes Lötzinn oder Weichlot
- Aluminium-Antimon, Gallium-Antimon, Indium-Antimon für Infrarot- und Hall-Effekt-Geräte
- Schrumpffreie Antimon-Legierungen für Präzisionsguss

### Medizin
„Antimon“ (bzw. ein aus Antimonerz gewonnenes Präparat) war bereits im Alten Ägypten (im Papyrus Ebers gegen Augengeschwüre und Augenpusteln), im Alten Rom (zum selben Zweck bei Celsus) und in Rezeptsammlungen des 15. Jahrhunderts (als Bestandteil von Heilpflastern und Salben) bekannt.
Es wurde auch von Paracelsus als Bestandteil dermatologischer Präparate abgehandelt, so in de antimonio, dem ersten Traktat seines erstmals 1569 in Straßburg gedruckten Buches liber praeparationum, worin „Antimon“, etwa in Form des Minerallkermes, als wirksam gegen lepra bzw. scabies squamosa, elephantia bzw. inflatio cruris et pedum, alopetia, morphea, vulnera und ulcera beschrieben wird.
Im 16. und 17. Jahrhundert wurde es zu einem (iatrochemischen) „Leitarzneimittel“, war aber – wie auch andere paracelsische Medikamente – umstritten und in Frankreich, wo sich ein hundertjähriger „Antimonstreit“ zwischen Befürwortern und Gegnern der medizinischen Verwendung von Antimon und verschiedenen seiner Verbindungen entwickelt hat, zwischen 1615 und 1688 auch verboten.
Das von Paracelsus stets mit Antimon bezeichnete Mineral war der natürlich vorkommende Grauspießglanz (Sb2S2), welcher Blei, Kupfer und Arsen enthalten kann. Das heutige metallische Antimon nannte Paracelsus hingegen „Spießglanzkönig, regulus antimonii“.
In der Form von Antimonpillen als Abführmittel.
Im Triumphwagen Antimonii von Basilius Valentinus, hrsg. von Johann Thölde und Joachim Tancke, erstmals im Druck erschienen 1604, steht:
 „Nimb das Glaß, so auß der minera oder auß dem Ertz des Antimonii gemacht worden, gantz klein zerrieben, und extrahiers mit dem Essig, so da distillirt worden, und hernachmals, wenn der Essig wiederumb davon abgezogen und abgesueßt mit einem reinem Spiritu vini zum andern mahl außgezogen worden worden, so sol man dieselbe Extraction wol verschlossen pelicaniren und circuliren einen gantzen Monat, darnach mit einem sondern Handgriff ueber distilliren per se ohne einigen Zusatz, so wirst du eine lieblich suesse, wunderbare Artzeney, in der Form eines schoenen rothen Oels, ueberkommen, auß welchem weiter der Stein Ignis gemacht wird“.

Brechweinstein wurde lange als brechreizerregendes Mittel verwendet (Antimonpille), heute wird es noch manchmal verwendet, um den Mageninhalt von Vögeln zu untersuchen.
Sowohl Schistosomiasis als auch Trypanosomen wurden beginnend Anfang des 19. Jahrhunderts mit Brechweinstein (Kaliumantimonyltartrat) bekämpft. Brechweinstein wurde hergestellt, indem man für einen Tag Wein in einem Antimonbecher lagerte, und diesen dann austrank. Inzwischen kommen effektivere und verträglichere Medikamente zur Anwendung.
Antimonpräparate (dazu gehören die schon länger bekannten Chemotherapeutika wie Fuadin, Neostibosan und Solustibosan) werden meist als weniger toxische pentavalente Formen zur medikamentösen Therapie der Leishmaniose und Schistosomiasis eingesetzt, allerdings in entwickelten Ländern nicht mehr als Mittel der ersten Wahl. Hierbei hemmt Antimon das Enzym Phosphofructokinase, das den geschwindigkeitsbestimmenden Schritt der Glykolyse darstellt.

### Weiteres

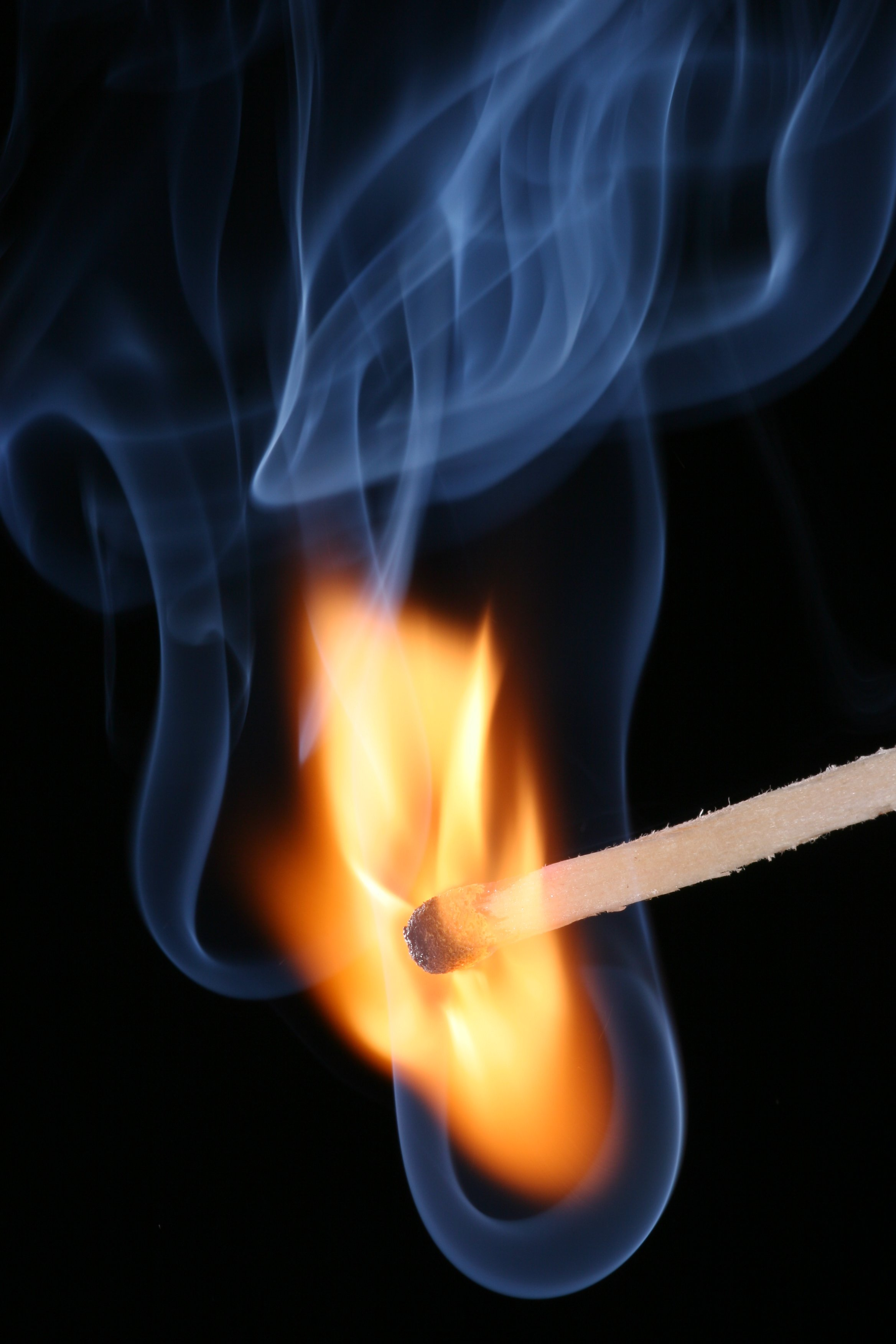
Entflammendes Streichholz

- Bestandteil von Sprengstoffzündern und bleihaltiger Munition[47]
- Antimontrisulfid
  - in Bremsbelägen von Fahrzeugen
  - war ca. 1826 im Zündkopf des ersten echten Streichholzes von John Walker enthalten. Seit der Erfindung der Sicherheitsstreichhölzer hat es an Bedeutung verloren und wird heute nur noch selten in Reibflächen verwendet.[48]
- Antimon(V)-sulfid:
  - zur Herstellung (Vulkanisieren) von rotem Kautschuk (Beispiel: Labor-Gummischläuche)
  - früher als Augenschminken und in der Augenheilkunde („Augenerweiterer“)
- Antimonchromat als gelbes Farbpigment
- Antimonoxide:
  - Katalysator zur Herstellung von Polyester und PET (Antimon(III)-oxid)
  - als Weißpigment zur Färbung von Polystyrol, Polyethylen und Polypropylen
  - Herstellung weißer Glasuren und Fritten
  - Läuterung von Bleiglas
  - mit Zinn dotiert als transparent-leitfähige Beschichtung („ATO“ Antimon-Tin-Oxide), beispielsweise auf Gläsern, zur Herstellung von Displays oder in elektrisch leitfähigen Pigmenten („Minatec“), für Fußbodenbeläge zur Ableitung elektrostatischer Aufladungen.
  - in Pigmenten („Lazerflair“) für die Laserbeschriftung von Kunststoffteilen, wegen der starken Absorption von Infrarot-Strahlung üblicher Markierungslaser (Nd:YAG).
  - in Tarnanstrichen wegen der starken Infrarot-Absorption.
  - als Flammschutzmittel und als Bestandteil von flammfesten und flammhemmenden Farben, Kunststoffen und Textilien für Kabelumhüllungen, Autositzbezüge, Vorhangstoffe, Kinderbekleidung u. Ä.
- Antimonsalze als Bestandteil von Pestiziden, Beizen und Feuerwerksartikeln
- Scheidemittel für Gold: Zur Ausfällung von Silber aus Goldschmelze

## Toxizität
Antimon kann bereits bei Ingestion von 200 bis 1200 mg tödlich sein. In der Toxikologie sind drei Antimon-Formen bekannt, von denen das gasförmige Antimonhydrid (Stiban, SbH3) die gefährlichste Form ist, die eine massive Hämolyse, welche ein Nierenversagen bewirken kann, induziert. Nach der Toxizität folgt Brechweinstein mit dreiwertigem („trivalentem“) Antimon, während fünfwertiges Antimon am wenigsten toxisch ist.
Das trivalente Antimon wird innerhalb der ersten zwei Stunden nach der Einnahme zu 95 % in rote Blutkörperchen aufgenommen und damit vorwiegend in stark durchbluteten Organen angereichert. Die Exkretion erfolgt vorwiegend durch Bindung an Glutathion über die Galle mit entsprechend hohem enterohepatischen Kreislauf, und nur ein geringer Teil wird über die Nieren ausgeschieden. Kaliumantimonyltartrat wird zu 90 % innerhalb des ersten Tages nach Aufnahme ausgeschieden, die übrigen 10 % aufgrund einer langsameren Eliminationskinetik über 16 Tage.
Es wird vermutet, dass Antimon ähnlich wie Arsen die Funktion des Pyruvatdehydrogenase-Komplexes hemmt und somit zu einem Mangel des intrazellulären Energieträgers Adenosintriphosphat (ATP) führt. Dabei kommt es zur Bildung von Chelatkomplexen zwischen dem Antimon und Thiol-Gruppen der entsprechenden Enzyme. Im Körper wirkt es in zahlreichen Organen toxisch, so im Verdauungstrakt, in der Leber, in den Nieren, im Herz und im Zentralnervensystem. Die höchste Konzentration erreicht Antimon in der Leber, wo es zu einer Hepatitis bis hin zum Leberversagen kommen kann. Am Herzen kommt es zu EKG-Veränderungen mit Inversion und Verminderung der T-Welle und verlängertem QT-Intervall.
Therapeutisch erfolgt bei einer Antimon-Vergiftung neben unterstützenden Maßnahmen wie Infusionstherapie (sowohl zum Ausgleich des Flüssigkeitsverlustes durch das Erbrechen als auch zum Schutz der Nieren), und engmaschiger Überwachung der Vitalfunktionen und des EKGs die Gabe von Aktivkohle, N-Acetylcystein als Vorläufer des Glutathions zur vermehrten Sekretion und eines Chelatbildners, z. B. Dimercaprol.
Ergebnisse aus Untersuchungen deuten darauf hin, dass Antimonverbindungen Haut und Schleimhäute reizen. Diese Verbindungen lösen sich vermutlich aus Kunststoff und Textilien.

## Sicherheitshinweise und Grenzwerte
Von den Antimonverbindungen sind seitens der EU Antimonfluorid als giftig (T) und die Chloride als ätzend (C) eingestuft, außerdem als umweltgefährlich (N); alle anderen Antimonverbindungen als gesundheitsschädlich (Xn) und umweltgefährlich (N). Antimon selbst ist dort nicht aufgeführt, laut Sicherheitsdatenblatt ist es als reizend gekennzeichnet.
Die Internationale Agentur für Krebsforschung (IARC) stuft Antimon(III)-oxid als möglicherweise krebserzeugende Substanz ein.
In der EU gilt für Trinkwasser ein Grenzwert von 5 µg/l. Untersuchungen von in PET-Flaschen abgefüllten Fruchtsäften (für die keine Richtlinien existieren) ergaben Antimonkonzentrationen bis zu 44,7 µg/l in unverdünnten Saftkonzentraten.
Antimon wurde 2016 von der EU gemäß der Verordnung (EG) Nr. 1907/2006 (REACH) im Rahmen der Stoffbewertung in den fortlaufenden Aktionsplan der Gemeinschaft (CoRAP) aufgenommen. Hierbei werden die Auswirkungen des Stoffs auf die menschliche Gesundheit bzw. die Umwelt neu bewertet und ggf. Folgemaßnahmen eingeleitet. Ursächlich für die Aufnahme von Antimon waren die Besorgnisse bezüglich Exposition von Arbeitnehmern, hoher (aggregierter) Tonnage, hohes Risikoverhältnis (Risk Characterisation Ratio, RCR) und weit verbreiteter Verwendung sowie der möglichen Gefahr durch krebsauslösende Eigenschaften. Die Neubewertung läuft seit 2018 und wird von Deutschland durchgeführt.

## Nachweis
Vorproben:

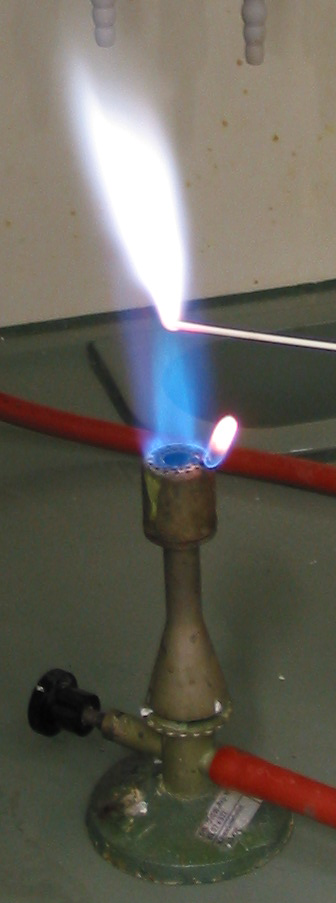
Flammenfärbung von Antimon

Flammenfärbung: Flamme fahlblau, wenig charakteristische
Phosphorsalzperle: Farblos (gestört durch alle Elemente, die eine farbige Perle erzeugen)
Nachweisreaktion:
Reduktion durch unedle Metalle, zum Beispiel Eisen, Zink oder Zinn.
In nicht zu sauren Lösungen reduzieren unedle Metalle Antimon-Kationen Sb(III), Sb(V) und Sb(III)/(V) zu metallischem Antimon:
{\displaystyle {\ce {2 Sb^3+ + 3 Fe -> 2 Sb +3 Fe^2+}}}
Die auf Antimon zu prüfende Substanz wird in salzsaure Lösung gegeben und mit Eisenpulver versetzt. Es entsteht ein schwarzer, flockiger Niederschlag aus metallischem Antimon in der Lösung oder direkt am Eisen. Auch der Nachweis an einem Eisennagel ist möglich. Dabei ist eine schwarze Ablagerung am Nagel ein Nachweis für Antimon, welches sich hier elementar niedergeschlagen hat.
Die Marshsche Probe gestattet einen eindeutigen Nachweis von Antimon. Wenn die pyrolytisch abgeschiedene Substanz (dunkel glänzender Spiegel) sich nicht in ammoniakalischem Wasserstoffperoxid löst, sind Arsen und Germanium als mögliche Alternativen ausgeschlossen.
Die hochempfindliche Bestimmung winziger Antimonspuren erfolgt durch die Hydridtechnik der Atomspektrometrie. Hierbei wird im Prinzip die Marshsche Probe mit der Atomabsorptionsspektrometrie gekoppelt. Die Matrixeffekte der Probelösung lassen sich dadurch sehr wirksam unterdrücken.
Eine weitere Methode besteht darin, eine wässrige Lösung, in der Antimonionen enthalten sind, mit Rhodamin-B-Lösung zu versetzen. Es bildet sich ein farbiger Komplex, der mit Isopropylether extrahierbar ist. Dieser Nachweis ist allerdings recht unspezifisch, da auch Gold-, Cadmium-, Gallium, Thallium-, Uran- und Wolfram-ionen farbige Komplexe bilden.

## Verbindungen
- Antimonwasserstoff, auch Monostiban SbH3 genannt.
Giftiges Gas, das sich aus Antimon und einwirkenden Säuren bildet.
- Distiban (Sb2H4)

### Halogenverbindungen
- Antimon(V)-fluorid (SbF5) bildet (nach VSEPR) eine quadratische Pyramide aus und hybridisiert dabei zu sp3d
- Antimon(V)-chlorid (SbCl5)

- Antimon(III)-fluorid (SbF3)
- Antimon(III)-chlorid (SbCl3)
- Antimon(III)-bromid (SbBr3)
- Antimon(III)-iodid (SbI3)

### Sauerstoffverbindungen
- Antimon(III)-oxid (Antimontrioxid, Sb2O3), das in der Natur vorkommt und das beim Verbrennen von Antimon an der Luft entsteht[56]
- Antimon(III,V)-oxid (Antimontetroxid, Sb2O4), wird ebenfalls in der Natur aufgefunden und entsteht beim Erhitzen von Sb2O3
- Antimon(V)-oxid (Antimonpentaoxid, Sb2O5)
- Es existieren Salze, die sich von der hypothetischen wasserreichen Form der antimonigen Säure HSb(OH)4 ableiten. Die antimonige Säure selbst, das Antimontrihydroxid (H3SbO3/Sb(OH)3), ist nicht isolierbar. Es wirkt aufgrund der Reaktion {\displaystyle {\ce {Sb(OH)3 + H2O -> Sb(OH)4- + H+}}} als schwache Säure (pKS = 11)[57]. Es ist amphoter und kann auch als sehr schwache Base wirken ({\displaystyle {\ce {Sb(OH)3 -> SbO+ + OH- + H2O}}})[57]
- Antimonsäure (HSb(OH)6)

### Schwefelverbindungen
- Antimontrisulfid, auch Antimonglanz genannt (Sb2S3)
Grauschwarze, metallisch glänzende Stängel. Ausgangsstoff zur Herstellung metallischen Antimons. Löslich in starken Säuren. Verwendung für Streichhölzer, Rubingläser und Tarnanstriche (Reflexion von IR-Licht).
- Antimonpentasulfid, früher als Goldschwefel bezeichnet (Sb2S5)

### Sonstige Verbindungen
- Antimon(V)-chloridfluorid (SbCl4F) (Katalysator für die Herstellung von Polytetrafluorethylen [„Teflon“])
- Aluminiumantimonid (AlSb)
- Galliumantimonid (GaSb)
- Indiumantimonid (InSb)
- Kaliumdihydrogenpyroantimonat (K2H2Sb2O7)